# 罗夫拉迪略
罗夫拉迪略，是西班牙卡斯蒂利亚-莱昂巴利亚多利德省的一个市镇。总面积9平方公里，
2001年普查人口總數為112人，人口密度為每平方公里12人。